# Байраківка
Байра́ківка — село в Україні, у Немирівській міській громаді Вінницького району Вінницької області, за 4,5 км від станції Фердинандівка. Населення становить 547 осіб.

## Історія
Село до революції називалось Вербка і знаходилось в урочищі «прогону». Теперішню назву отримало в 1926 році. В 1936 році хутір було знищено і люди перейшли жити на іншу територію в с. Байраківку, на цьому місці в даний час знаходяться лише орні землі.
До 1926 року до нього входило три поселення: Вербка, Маслівка, Дубівчик.
Байраківка отримала назву від так званих байраків — величезних ярів, засаджених густими чагарниками та деревами, серед яких проживало населення. Байрак - слово тюркського походження.
Село розташовувалось в двох ярах: Свинячий та Глибокий. Але починаючи з 1680 року населення з цих ярів перейшло жити на більш рівну місцевість, засаджену непрохідним лісом, що знаходилась в семи кілометрах від «Свинячого яру». Причиною переходу населення було те, що їх часто відвідували непрохані гості-татари. Частину села загарбники таки спустошили.
Населення не витримало і почало переселятися в глиб лісу, вирубуючи його для будівництва будинків та ділянок орної землі. З роками, коли на села ніхто не нападав, ліс майже весь вирубали, зробивши на його місці нове село і великі поля. На сьогоднішній день в селі залишилось багато маленьких лісочків — залишків колишнього великого лісу.

## Про околиці
Площа Байраківської сільської ради — 4082,7 га. Всього ріллі — 2578 га, землі населених пунктів — 677 га. Територія ради включає також села Глинянець і Дубмаслівка.
Глинянець заснований 1700 р., коли кочовики набігали на села. Тоді будинки ставили з двома виходами, щоб зручніше тікати від ворогів. Не переломі 19-20 століть село ділилося на дві частини: одна половина відносилася до Немирівського району, друга — до Кордишівського. Нинішню церкву заснував в 1901-03 рр. багач Іванина. Цеглу вивозили з Росошанського цегляного заводу. Розчин робили із вапна та курячих яєць. До колективізації сільська рада знаходилась у Кордишівці.
Назва Глинянця від того, що місцевість багата на різну глину: білу, жовту, руду. Ще за часів Татарської навали чисельність населення була на 60 дворів. Село розміщене на горбах, між якими ставки. До появи села на цій території було розташоване містечко Вирлівка. Напад кочовиків знищив це місто. Від назви знищеного міста до наших днів залишилася назва «Вирлівка» — так називають сільське поле.
Основним заняттям жителів сіл було вирощування зерна. Також було розповсюджене плетіння кошиків з очерету в с. Дубмаслівка, за що і понині населення називають «Кошиками», хоч ремесло повністю занепало в 70-х роках минулого сторіччя.
Назва с. Дубмаслівка походить від об'єднання колгоспів Дубівчика і Маслівки внаслідок знелюднення під час Голодомору.

## Новітній час
У роки кривавої Німецько-радянської війни 1941—1945 років загинуло 225 чоловік. В пам'ять про них у кожному селі встановлено обеліски. З 1945 року почалося відновлення сільськогосподарського виробництва, розбудова колгоспу. Важку людську працю замінювала техніка. Збільшувалась врожайність сільгоспкультур, поголів'я худоби.
Багато передовиків праці відзначено нагородами, зокрема тракторист Подзігун Василь Климович отримав Орден Червоного прапора, ланкові буряководи Березнюк Ніна Миронівна та П'ятківська Ганна Леонтіївна — ордени Трудової Слави III ступеня. Усе життя віддано працював механізатором широкого профілю в колгоспі ім. Жданова Мельник Володимир Омелянович. За визначні досягнення його в 1976 році нагороджено орденом «Знак Пошани». Також славна трудівниця доярка Жученко Марія Пилипівна за успіхи у сільському господарстві була нагороджена медаллю учасника ВСХВ.

## Сучасність
З розпадом Радянського Союзу почався занепад сільського господарства. Поступово на землях наших сіл замість єдиного колективного господарства почали утворюватись приватні господарства. На території Байраківської сільської ради працюють такі сільгосппідприємства: ТОВ «НемирівЛатінвест», ТОВ СХК «Вінницька промислова група», ФГ «Якименко».
На території ради знаходяться 3 фельдшерських пункти, 5 магазинів, 2 бібліотеки, клуб в с. Глинянець. Байраківська ЗОШ 1-3 ступеня навчає 60 учнів.
Тут проживають талановиті умільці. Так, ручною вишивкою займаються Глива Надія Олександрівна та Пересунько Аліна Миколаївна.
12 червня 2020 року, відповідно до Розпорядження Кабінету Міністрів України  № 707-р «Про визначення адміністративних центрів та затвердження територій територіальних громад Вінницької області», увійшло до складу Немирівської міської громади.
19 липня 2020 року, в результаті адміністративно-територіальної реформи та ліквідації Немирівського району, село увійшло до складу Вінницького району.